# Ficus laureola
Ficus laureola är en mullbärsväxtart som beskrevs av Otto Warburg, C.C.Berg och Carauta. Ficus laureola ingår i släktet fikonsläktet, och familjen mullbärsväxter. Inga underarter finns listade i Catalogue of Life.